# نادي بريوتشين
ستاد بريوتشين (بالفرنسية: Stade Briochin)‏ نادي كرة قدم فرنسي يقع مقره في بلدية سانت بريوك ويلعب في دوري الدرجة الخامسة. تم تأسيس النادي في سنة 1904 .